# 约瑟夫·克里胡贝尔

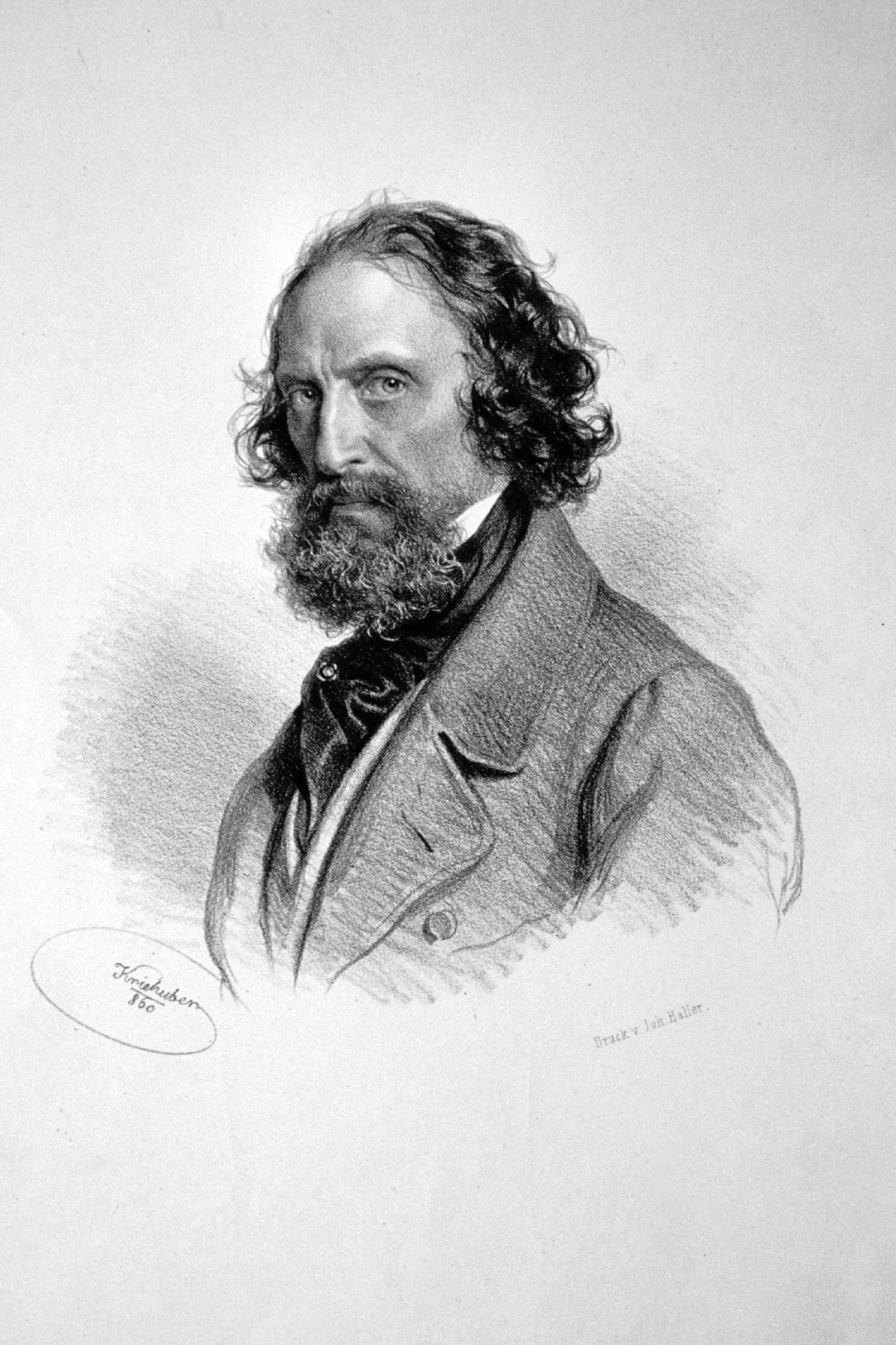
自画像

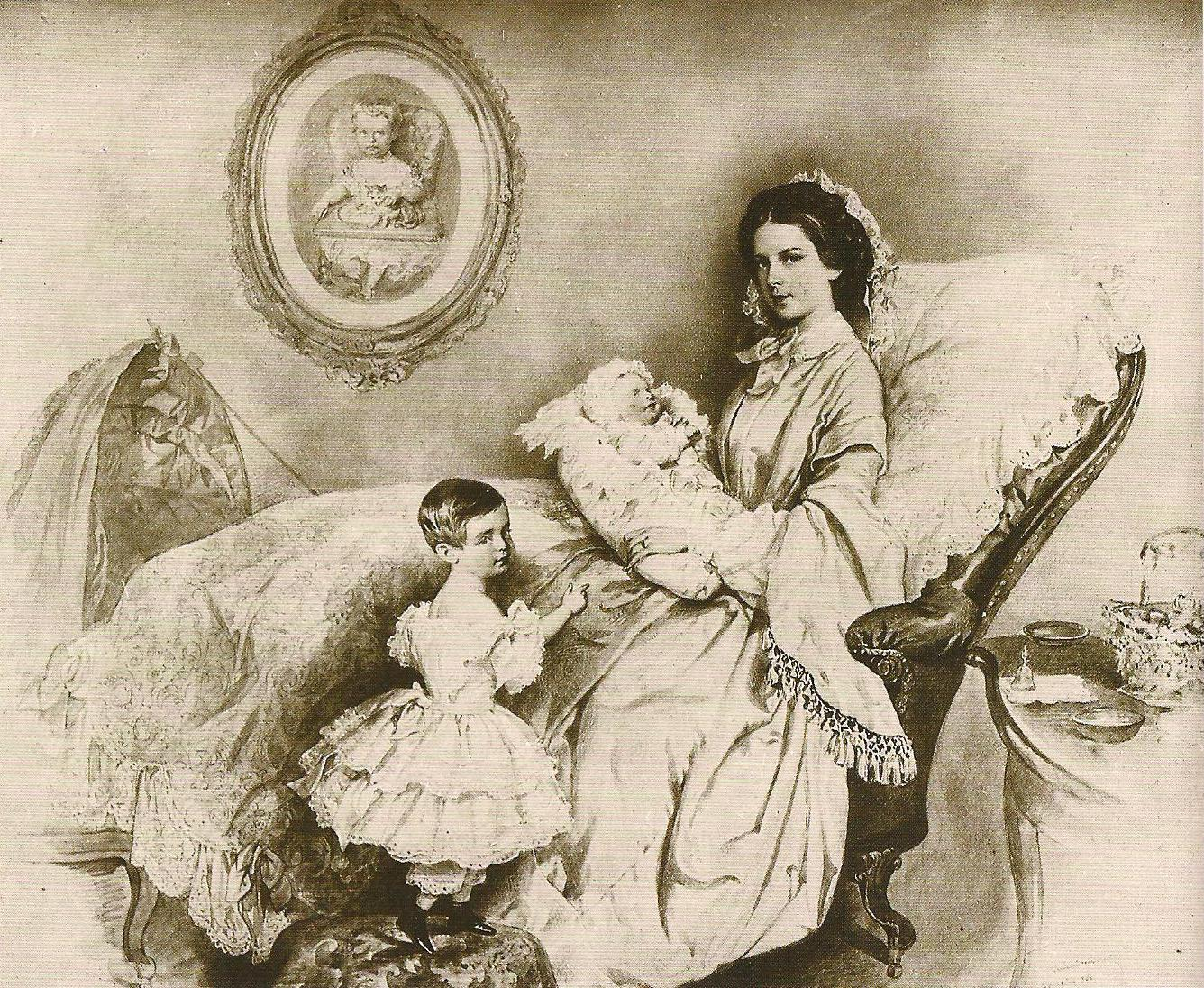
伊丽莎白·亚美莉·欧根妮与孩子们

约瑟夫·克里胡贝尔（德語：Josef Kriehuber，1800年12月14日—1876年5月30日），奥地利画家。其现存作品超过3000幅，大部分为肖像画。

## 生平
生于奥地利首都维也纳，曾就读于维也纳美术学院。